# 星川啓慈
星川 啓慈（ほしかわ けいじ、1956年 - ）は、日本の宗教哲学者、大正大学教授。専攻は、宗教学・言語哲学・宗教哲学。

## 来歴
愛媛県川之江市（現・四国中央市）生まれ。1980年筑波大学第二学群比較文化学類現代思想学専攻卒、1984年同大学院哲学・思想研究科博士課程単位取得退学、図書館情報大学（現・筑波大学）助手。85年に論文「Ａ・シュッツの〈自然的態度の構成的現象学〉――Ｅ・フッサールとの乖離」を著す。今でもこの時の考え方がすべての基礎となっており、一貫して関心は「リアリティと言語」の問題にあると述べている。87－88年英国スターリング大学客員研究員、91年図情報大講師。東京大学の島薗進の勧めで超越瞑想の参与調査を行い、93年に論文にまとめる。94年助教授、大正大学助教授、2000年教授。1990年日本宗教学会賞受賞。1999年「「言語ゲームとしての宗教」論 」で大正大学文学博士。

## 著書
- 『ウィトゲンシュタインと宗教哲学 言語・宗教・コミットメント』ヨルダン社 1989
- 『宗教者 ウィトゲンシュタイン』法蔵館 1990 / 増補・法蔵館文庫 2020
- 『悟りの現象学』法蔵館 1992
- 『禅と言語ゲーム』法蔵館 1993
- 『言語ゲームとしての宗教』勁草書房 1997
- 『対話する宗教 戦争から平和へ』大正大学出版会 TU選書 2006
- 『宗教のえらび方 後悔しないために』大正大学出版会 (発売) 大正大学まんだらライブラリー 2007
- 『宗教と〈他〉なるもの 言語とリアリティをめぐる考察』春秋社 2011
- 『宗教哲学論考 ウィトゲンシュタイン・脳科学・シュッツ』明石書店 2017

### 共編著
- 『国際化時代のアイデンティティ 民族と文化の揺らぎのなかで』田丸徳善,桜井元雄共編 春秋社 1998
- 『神々の和解 二一世紀の宗教間対話』田丸徳善,山梨有希子共著 春秋社 2000
- 『グローバル時代の宗教間対話』山梨有希子共編 大正大学出版会 2004
- 『現代世界と宗教の課題 宗教間対話と公共哲学』山脇直司,山梨有希子,斎藤謙次,濱田陽,田丸徳善共著 蒼天社出版 2005
- 『世界の宗教 知れば知るほど』監修 実業之日本社 2006
- 『脳が先か、心が先か』養老孟司,滝川一廣,林田康順,長谷川智子,司馬春英共編　ティー・マップ 大正大学まんだらライブラリー 2009
- 『「教養」のリメーク 大学生のために』司馬春英共編 大正大学まんだらライブラリー 2010
- 『統合失調症と宗教 医療心理学とウィトゲンシュタイン』松田真理子共著 創元社 2010
- 『脳科学は宗教を解明できるか?』芦名定道共編 冲永宜司,杉岡良彦,藤田一照,松野智章共著 春秋社 2012
- 『人はなぜ平和を祈りながら戦うのか? 私たちの戦争と宗教』石川明人共著 並木書房 2014
- L.ウィトゲンシュタイン『ウィトゲンシュタイン『秘密の日記』 第一次世界大戦と『論理哲学論考』』丸山空大訳 星川啓慈,石神郁馬解説 春秋社 2016
- 『眠れなくなるほど面白い 図解 世界の宗教: 教義、教典から歴史まで 大宗教の中味がわかる!』監修 日本文芸社 2020

### 翻訳
- フィリップ・H.ラインランダー『未知なる人間への旅』小野泰博共訳　ヨルダン社 1985
- T.ルックマン『現象学と宗教社会学 続・見えない宗教』D.リード,山中弘共訳 ヨルダン社 1989
- A.キートリー『ウィトゲンシュタイン・文法・神』法蔵館 1989 / 増補・法蔵館文庫 2022
- A.プランティンガ『神と自由と悪と 宗教の合理的受容可能性』勁草書房 1995
- J.M.ボヘンスキー『宗教の論理』ヨルダン社 1997
- G.A.リンドベック『教理の本質 ポストリベラル時代の宗教と神学』田丸徳善監修 山梨有希子共訳 ヨルダン社 2003
- M.シュタウディグル編『シュッツと宗教現象学 宗教と日常生活世界とのかかわりの探求』明石書店 2021

## 参考
- ISBN 978-4-393-32333-5
- J-GLOBAL